# Burnsville (North Carolina)
Burnsville ist eine Stadt in den USA. Sie ist Verwaltungssitz des Yancey County im US-Bundesstaat North Carolina. Burnsville liegt in den Blue Ridge Mountains im Westen North Carolinas im Schatten des Mount Mitchell, dem höchsten Gipfel im Osten der USA. Bei der Volkszählung 2020 hatte Burnsville 1612 Einwohner.

## Geschichte
Die Stadt wurde am 6. März 1834 auf einem von John „Yellow Jacket“ Bailey überlassenen Grundstück gegründet und nach Captain Otway Burns benannt, einem Marinehelden des Britisch-Amerikanischen Krieges von 1812. 1909 schenkte sein Enkel Walter Francis Burns Sr. der Stadt eine Statue von Captain Burns und stellte sie auf einem Granitsockel in der Mitte des Stadtplatzes auf. Die Inschrift lautet unter anderem: „Er bewachte unsere Meere gut, lasst unsere Berge ihn ehren.“

## Geografie
Burnsville liegt in den Bergen im Westen von North Carolina auf 838 m über dem Meeresspiegel. Es liegt an einem Nebenfluss des Cane River, nördlich der Black Mountains und knapp 50 km nordöstlich von Asheville. Der U.S. Highway 19E verläuft durch die Stadt und führt im Westen zur Interstate 26 und Mars Hill und im Osten nach Spruce Pine. Laut dem United States Census Bureau hat die Stadt eine Gesamtfläche von 1,6 Quadratmeilen (4,1 km²), alles Land.

## Persönlichkeiten
- Lesley Riddle (1905–1979), Musiker